# Тармштедт
Тармштедт (нім. Tarmstedt) — громада в Німеччині, розташована в землі Нижня Саксонія. Входить до складу району Ротенбург-на-Вюмме. Центр об'єднання громад Тармштедт.
Площа — 26,54 км2. Населення становить 4055 ос. (станом на 31 грудня 2021).